# Sathrochthonius insulanus
Sathrochthonius insulanus es una especie de arácnido  del orden Pseudoscorpionida de la familia Chthoniidae.

## Distribución geográfica
Se encuentra en la Isla de Lord Howe (Australia).